# Jean Sérafin
Pour les articles homonymes, voir Serafin.
Jean Sérafin, né le 24 juin 1941 à Auzat, est un footballeur français devenu entraîneur.
C’est le frère cadet de Silvio Sérafin, également joueur professionnel et entraîneur.

## Biographie
Originaire de Tucquegnieux dans le bassin minier lorrain, ce joueur évolue à Valenciennes dans les années 1960. C'est un défenseur réputé pour sa combativité et son engagement. Il terminera sa carrière de joueur professionnel à Dunkerque en 1973. 
Il commence à partir de 1973 une carrière d'entraîneur/joueur qui le conduit à diriger Le Touquet pendant six saisons. Ensuite, il entrainera en première et deuxième division des clubs français tels que Lens, Nice, Nîmes, Tours, et le Red Star.
Il entraîne par la suite plusieurs clubs étrangers, notamment le Club africain avec lequel il gagne la coupe arabe des vainqueurs de coupe en 1995 et sera champion de Tunisie en 1996.

## Carrière

### Joueur
- 1961-1971 :  US Valenciennes-Anzin
- 1971-1973 :  US Dunkerque

## Entraîneur
- 1973-1979 :  Le Touquet Athletic Club
- 1981-1982 :  RC Lens
- 1982-1987 :  OGC Nice
- 1987-1988 :  Nîmes Olympique
- 1988-1992 :  Tours FC
- 1992-1994 :  Al Wahda
- 1995-1997 :  Club africain
- 1997-1999 :  Red Star
- 2000-2001 :  Wuhan
- 2001-2002 :  Mouans Sartoux
- 2002-2004 :  RC Grasse
- 2004-2007 :  Mandelieu la Napoule